# Domnino di Larissa
Domnino di Larissa (in greco Δομνῖνος?; 420 circa – 480 circa) è stato un matematico siriano ellenistico.

## Biografia
Abbiamo poche notizie sulla sua vita. Sappiamo che era allievo di Siriano insieme a Proclo e si dice che abbia corrotto le dottrine di Platone mescolandole con le sue opinioni private. Questo rese necessario un trattato di Proclo, inteso come una dichiarazione dei veri principi del platonismo. Marino scrive a proposito di una rivalità tra i due allievi su come il lavoro di Platone dovesse essere interpretato,
[Siriano] si offrì di parlare loro a proposito delle teorie orfiche o degli oracoli; ma Domnino voleva l'orfismo, Proclo gli oracoli, e alla morte di Siriano non si erano ancora accordati...
L'accademia ateniese alla fine scelse l'interpretazione di Proclo su quella di Domnino e, dopo che Proclo divenne capo dell'Accademia, Domnino lasciò Atene e tornò a Larissa.
Si dice inoltre che, quando Domnino era malato e tossiva sangue, iniziò a mangiare abbondanti quantità di carne di maiale, nonostante fosse ebreo, semplicemente perché un medico glielo prescrisse come cura. Si dice anche che fosse insegnante di Asclepiodoto, fino a quando non divenne così polemico che Domnino non lo ammise più nella sua cerchia.

## Opere
Domnino è ricordato per aver scritto un Manuale di aritmetica introduttiva (in greco Ἐγχειρίδιον ἀριθμητικῆς εἰσαγωγῆς?), pubblicato da Boissonade e su cui sono stati scritti due articoli di Tannery. Il Manuale offriva una panoramica concisa e ben organizzata della teoria dei numeri. Trattava in generale dei numeri, delle proporzioni e delle medie. È considerata importante perché è un'opera contro l'Introductio arithmetica di Nicomaco di Gerasa e un ritorno alla dottrina di Euclide.
Si ritiene inoltre che Domnino abbia scritto un trattato intitolato Come si può estrarre un rapporto da un rapporto (in greco Πῶς ἔστι λόγον ἐκ λόγου ἀφελεῖν?), che studia la manipolazione dei rapporti in altre forme. Bulmer-Thomas crede che sia stato scritto, almeno in parte, da Domnino, ma Heath mette in dubbio la paternità affermando che, se non è stato scritto da lui, almeno proviene dal suo stesso periodo. Potrebbe anche aver scritto un'opera intitolata Elementi di Aritmetica a cui si fa riferimento verso la fine del suo Manuale, sebbene non sia noto se abbia mai scritto questo libro.